# Parque de mamíferos marinhos

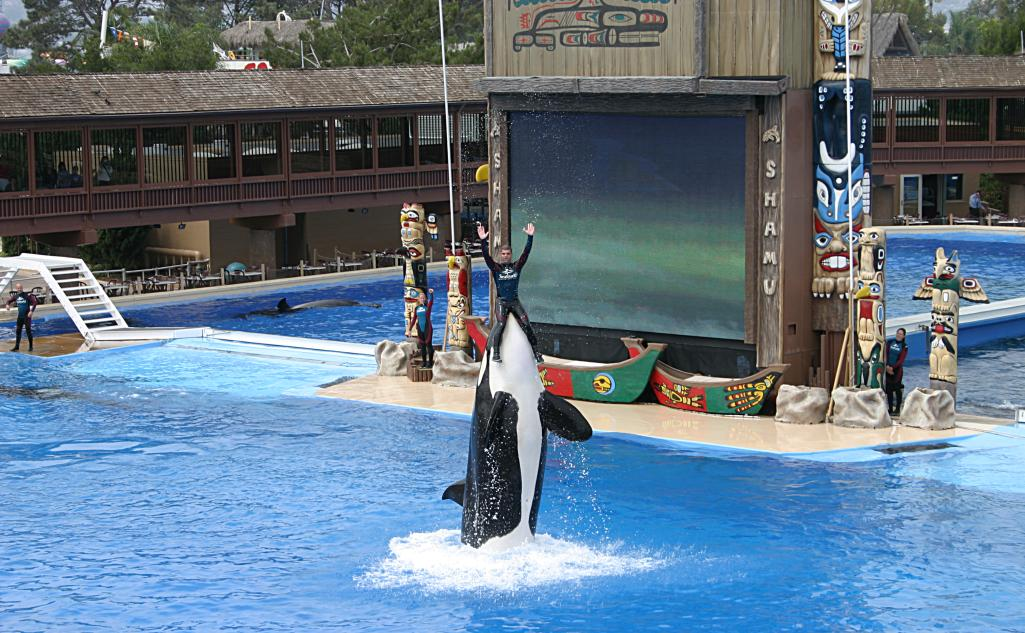
Uma orca no SeaWorld San Diego

Um parque de mamíferos marinhos (também conhecido como parque de animais marinhos e às vezes oceanário) é um  parque temático comercial ou aquário onde mamíferos marinhos como golfinhos, baleias beluga, leões marinhos e lontras são mantidos em tanques de água e exibidos ao público em shows especiais. Um parque de mamíferos marinhos é mais elaborado que um dolphinarium, porque também possui outros mamíferos marinhos e oferece atrações adicionais. É, portanto, visto como uma combinação de um aquário público e um parque de diversões. Os parques de mamíferos marinhos são diferentes dos parques marinhos, que incluem reservas naturais e santuários da fauna marinha, como recifes de coral, principalmente na Austrália.

## História
O Parque do Leão Marinho foi inaugurado em 1895 em Coney Island, no Brooklyn, Nova York, com um show aquático com 40 leões-marinhos. Fechou em 1903.
O segundo parque de mamíferos marinhos, então chamado de oceanário, foi criado em St. Augustine, Flórida, em 1938. Inicialmente era um grande tanque de água usado para exibir mamíferos marinhos para filmar filmes subaquáticos, e só depois se tornou uma atração pública. Hoje, o Marineland da Flórida afirma ser "o primeiro oceanário do mundo".
Em novembro de 1961, o Marineland do Pacífico, na península de Palos Verdes, perto de Los Angeles, na Califórnia, foi o primeiro parque a exibir uma orca em cativeiro, embora a orca tenha morrido após dois dias. O Aquário de Vancouver foi responsável pela primeira orca mantida viva em cativeiro, Moby Doll, por 3 meses em 1964.
Entre as décadas de 1970 e 1990, os avanços técnicos e o crescente interesse do público em ambientes aquáticos levaram a uma mudança para grandes parques de mamíferos marinhos com cetáceos (principalmente orcas e outras espécies de golfinhos) como atrações. Nesse período, o SeaWorld USA evoluiu como a cadeia mais proeminente de parques de mamíferos marinhos, com operações em Orlando, Flórida, San Diego, Califórnia, San Antonio, Texas e Aurora.